# مرا به ماه پرواز ده (فیلم ۲۰۲۴)
مرا به ماه پرواز ده (به انگلیسی: Fly Me to the Moon) یا «مرا بِبر ماه» یک فیلم کمدی-درام عاشقانه و داستان تاریخی آمریکایی محصول سال ۲۰۲۴ است که به کارگردانی گرگ برلانتی و نویسندگی رز گیلروی بر اساس داستانی از کینان فلین و بیل کرستین ساخته شده است. این فیلم با بازی اسکارلت جوهانسون در نقش کلی جونز، یک بازاریابی، و چنینگ تیتوم در نقش کول دیویس، مدیر پرتاب ناسا، روایت می‌شود. داستان فیلم در پس‌زمینه مأموریت آپولو ۱۱ جریان دارد و جونز مأموریت می‌یابد در صورت شکست مأموریت واقعی، یک فرود ساختگی روی ماه ترتیب دهد.
مرا به ماه پرواز ده که با عنوان کاری پروژه آرتمیس معرفی شده بود، توسط کلمبیا پیکچرز از طریق سونی پیکچرز در تاریخ ۱۲ ژوئیه ۲۰۲۴ اکران شد.
این فیلم در ۸ ژوئیه ۲۰۲۴ در AMC Lincoln Square در نیویورک به نمایش درآمد و در ۱۲ ژوئیه ۲۰۲۴ در سینماها اکران شد. در ابتدا قرار بود از طریق اپل تی‌وی پلاس منتشر شود، اما پس از نمایش فیلم مثبت اولیه به اکران سینمایی منتقل شد. پروازم به ماه با بودجه ۱۰۰ میلیون دلاری تولید، ۴۲ میلیون دلار در سراسر جهان فروش داشت. این فیلم نقدهای متفاوتی دریافت کرد؛ بازی‌های بازیگران اصلی ستایش شد اما طرح غیرقابل باور و لحن ناپایدار آن مورد انتقاد قرار گرفت. ترکیب عشق و درام تاریخی فیلم نیز از دید برخی منتقدان ناهماهنگ تلقی شد.

## خلاصه داستان
اواخر سال ۱۹۶۸، کلی جونز، مدیر اجرایی تبلیغات در منهتن، پیشنهاد شغلی پرمخاطره‌ای از مو برکوس، یک مأمور مخفی دولت که برای ریچارد نیکسون، رئیس‌جمهور منتخب، کار می‌کند، دریافت می‌کند. وظیفه او این است که تصویر عمومی ناسا را در میان کاهش علاقه به رقابت فضایی احیا کند. مو با تهدید افشای گذشته فریبکارانه کلی، او را مجبور به پذیرش این پیشنهاد می‌کند. کلی با اکراه می‌پذیرد و به همراه دستیار وفادارش، روبی، به کوکو بیچ فلوریدا نقل مکان می‌کند.
با ورود به محل، کلی با کول دیویس، مدیر جدی و اصول‌گرای پرتاب در مرکز فضایی کندی، روبه‌رو می‌شود. آن‌ها فوراً بر سر روش‌های غیرمتعارف کلی برای افزایش جذابیت عمومی ناسا، از جمله حمایت‌های مالی شرکتی و استخدام بازیگران برای ایفای نقش دانشمندان، دچار اختلاف می‌شوند. با این حال، به‌مرور زمان احترام متقابل و جذابیتی میانشان شکل می‌گیرد.
در حین آماده‌سازی ناسا برای مأموریت تاریخی آپولو ۱۱، کلی پیشنهاد می‌دهد که فرود ماه با استفاده از دوربین تلویزیونی روی ماه‌نشین آپولو پخش شود. این ایده توسط کول به دلیل غیرعملی بودن رد می‌شود. اما مو به‌صورت محرمانه از این ایده حمایت کرده و مأموریت پنهانی دیگری به کلی محول می‌کند: او باید یک فرود ساختگی روی ماه آماده کند که در صورت شکست مأموریت واقعی پخش شود. این پروژه با نام رمز «آرتمیس» شناخته می‌شود.
مو با تهدید به افشای گذشته کلی، او را تحت فشار می‌گذارد تا این صحنه‌سازی را ترتیب دهد. کلی، که در کار خود مهارت دارد، یک کارگردان بسیار بااستعداد اما تقریباً ناشناخته را وارد پروژه می‌کند. یک آشیانه هواپیما در محل انتخاب می‌شود که به‌شدت محافظت می‌شود و تمامی افراد درگیر به حفظ اسرار سوگند می‌خورند.
با نزدیک‌تر شدن کلی و کول، کلی نسبت به این فریب‌کاری احساس ناراحتی بیشتری می‌کند. زمانی که یکی از حامیان کلیدی کنگره حمایت خود را پس می‌گیرد و بودجه ناسا در معرض خطر قرار می‌گیرد، کول و کلی با همکاری یکدیگر موفق می‌شوند حمایت او را دوباره جلب کنند. این همکاری باعث شکوفایی رابطه عاشقانه آن‌ها می‌شود.
با نزدیک شدن پرتاب آپولو ۱۱، کلی متوجه می‌شود که قرار است پخش ساختگی حتی در صورت موفقیت مأموریت واقعی پخش شود، زیرا دوربین خودروی ماه‌نشین خراب شده است. پر از احساس گناه، او همه‌چیز را به کول اعتراف می‌کند و آن‌ها با همکاری یکدیگر دوربین را درست به‌موقع تعمیر می‌کنند.
در طول پخش زنده، مشخص نیست که تماشاگران شاهد فرود واقعی ماه هستند یا ساختگی. ورود یک گربه سرگردان به محل فیلم‌برداری تأیید می‌کند که تصاویر واقعی در حال پخش هستند و مأموریت به‌عنوان موفقیت جشن گرفته می‌شود.
در پایان، مو با اکراه می‌پذیرد که حقیقت پیروز شده است و به کلی اجازه می‌دهد گذشته‌اش را پشت سر بگذارد. کلی نام واقعی خود، وینی، را به کول فاش می‌کند و رابطه عاشقانه‌شان را دوباره آغاز می‌کنند، درحالی‌که فضانوردان آپولو ۱۱ با موفقیت به زمین بازمی‌گردند.

## بازیگران
- اسکارلت جوهانسون در نقش کلی جونز[۲]
- چنینگ تیتوم در نقش کول دیویس[۲]
- وودی هرلسون در نقش مو برکوس
- ری رومانو در نقش هنری اسمالز
- جیم رش در نقش لنس وسپرتاین
- آنا گارسیا در نقش روبی مارتین
- دونالد الایز واتکینز در نقش استو برایس
- نوآه رابینز در نقش دان هارپر
- کریستین کلمنسون در نقش والتر
- کولین وودل در نقش باز آلدرین
- نیک دیلنبرگ در نقش نیل آرمسترانگ
- کریستین زوبر در نقش مایکل کالینز
- جین جونز در نقش سناتور هاپ
- جو کرست در نقش سناتور ونینگ
- استفانی کورتزوبا در نقش جولین ونینگ
- کالین جست در نقش سناتور کوک
- داریوش وولسکی در نقش ادواردو
- پیتر جکوبسن در نقش چاک میدوز
- ویکتور گاربر در نقش سناتور هدجز (ذکرنشده)[۳]

## تولید
در مارس ۲۰۲۲، اپل تی‌وی پلاس اعلام کرد که حقوق توزیع این پروژه را که در آن زمان «Project Artemis» نام داشت، به قیمت ۱۰۰ میلیون دلار به دست آورده است. اسکارلت جوهانسون و کریس ایوانز نیز به عنوان بازیگران این فیلم با کارگردانی جیسون بیتمن اعلام شدند. در ماه می، بیتمن گفت که عنوان کاری این فیلم احتمالاً تغییر خواهد کرد. او در ماه بعد با استناد به تفاوت‌های خلاقانه، پروژه را ترک کرد، و بعداً گرگ برلانتی جایگزین وی شد.
جست‌وجو برای کارگردان جدید و در دسترس بودن برلانتی، برنامه تولید را تغییر داد و ایوانز را نیز مجبور به کنار گذاشتن این پروژه کرد. در ماه ژوئیه، چنینگ تیتوم برای جایگزینی با ایوانز وارد مذاکره شد. در ماه سپتامبر، جیم رش به بازیگران پیوست. ری رومانو، آنا گارسیا و وودی هرلسون در ماه‌های بعد به جمع بازیگران پیوستند.
تصویربرداری در ۲۷ اکتبر ۲۰۲۲ در آتلانتا با یک فراخوان بازیگری برای جستجوی عوامل اضافی برای ایفای نقش کارمندان ناسا و مأموران اداره تحقیقات فدرال آغاز شد.

## انتشار
پس از مشارکت آنها در فیلم ناپلئون، اپل قرارداد دیگری با سونی پیکچرز برای توزیع فیلم خود در سینماها در دسامبر ۲۰۲۳ منعقد کرد. این فیلم در همان ماه، قرار بود در ۱۲ ژوئیه ۲۰۲۴ در ایالات متحده اکران شود و دیگر عنوان کاری پروژه آرتمیس را نداشت.

## بازخورد

### گیشه
در ایالات متحده و کانادا، مرا به ماه پرواز ده در کنار لنگ‌درازها اکران گردید و پیش‌بینی شد که در آخر هفته افتتاحیه خود، از ۳٫۳۰۰ سینما حدود ۱۲ میلیون دلار بفروشد.

### واکنش انتقادی
در وبگاه جمع‌آوری نقد راتن تومیتوز، ٪۶۴ از ۱۱۹ بررسی منتقدان مثبت است و میانگینِ امتیاز آن ۶٫۱/۱۰ است. اجماع این وبگاه چنین می‌نویسد: «این عاشقانهٔ یادآور گذشته که به‌وسیلهٔ هماهنگی اسکارلت جوهانسون و چنینگ تیتوم زنده نگه داشته می‌شود، حتی زمانی که باور داستان آن سخت باشد، سفری دلپذیر به ماه و بازگشت است.» این فیلم در متاکریتیک که از میانگین وزنی استفاده می‌کند، بر اساس نظر ۳۸ منتقدین امتیاز ۵۲ از ۱۰۰ را کسب کرده که نشان‌گر «نقدهای مختلط یا متوسط» است.